# Пътни (Върмонт)
Вижте пояснителната страница за други значения на Пътни.
Пътни (на английски: Putney) е град в окръг Уиндъм, Върмонт, Съединени американски щати. Разположен е на десния бряг на река Кънектикът. Населението му е 2621 души (по приблизителна оценка за 2017 г.).
В Пътни е родена общественичката Джоди Уилямс (р. 1950).